# Démographie de la Palestine
Cet article concerne la Palestine en tant qu'État. Pour les autres usages du terme, voir Palestine.
Ne doit pas être confondu avec Palestine ou Territoires palestiniens occupés.
Cet article contient des statistiques de l'Autorité palestinienne sur la démographie des territoires palestiniens (Cisjordanie, Jérusalem-Est et bande de Gaza).

## Vue d'ensemble
En 2020, la population des territoires palestiniens est de 5,1 millions d'habitants (3,1 millions en Cisjordanie - y compris à Jérusalem-Est - et 2 millions dans la bande de Gaza). La croissance démographique annuelle est de 2,5 %.
Note : ces chiffres excluent les populations juives de la Cisjordanie mais englobent les citoyens arabes de Jérusalem-Est, pour des raisons politiques.
Le taux de fécondité des territoires palestiniens en 2011-2013 est de 4,1 enfants par femme : 4,5 dans la bande de Gaza et 3,7 en Cisjordanie.
Le taux de fécondité des territoires palestiniens en 2019-2020 est de 3,8 enfants par femme : 3,9 dans la bande de Gaza et 3,8 en Cisjordanie.

## Bande de Gaza
- Population : 2 047 969 (2020)[13]
- Taux de natalité : 33,4 naissances /1 000 habitants (2020)[13]
- Taux de mortalité : 3,4 décès /1 000 habitants (2020)[13]
- Indice synthétique de fécondité : 4,5 enfants/femme (2011-2013)[14]
- Taux de croissance : 2,9 % par an (2020)[13]

## Cisjordanie
- Population : 3 053 183 (2020)[13]
- Taux de natalité : 27,5 naissances /1 000 habitants (2020)[13]
- Taux de mortalité : 3,9 décès /1 000 habitants (2020)[13]
- Indice synthétique de fécondité : 3,7 enfants/femme (2011-2013)[14]
- Taux de croissance : 2,2 % par an (2020)[13]

## Statistiques  des Nations-Unies concernant les territoires palestiniens
Naissances et décès
| Année | Population | Naissances | Décès  | Accroissement naturel |
| ----- | ---------- | ---------- | ------ | --------------------- |
| 2018  | 4 854 000  | 143 334    | 12 452 | 130 882               |
| 2019  | 4 977 000  | 139 246    | 12 847 | 126 399               |
| 2020  | 5 101 000  | 138 252    | 14 639 | 123 613               |
| 2021  | 5 227 000  | 141 092    | 16 755 | 124 337               |
| 2022  | 5 355 000  | 141 157    | 14 450 | 126 707               |

## Recensements
| Année | Territoires palestiniens | Bande de Gaza        | Cisjordanie (yc. Jérusalem-Est) |
| ----- | ------------------------ | -------------------- | ------------------------------- |
| 1997  | 2 895 683                | 1 022 207            | 1 873 476                       |
| 2007  | 3 767 549 (+ 2,67 %)     | 1 416 966 (+ 3,32 %) | 2 350 583 (+ 2,29 %)            |
| 2017  | 4 780 978 (+ 2,41 %)     | 1 899 291 (+ 2,97 %) | 2 881 687 (+ 2,06 %)            |

Note : les chiffres entre parenthèses correspondent à la croissance annuelle moyenne entre chaque recensement.